# Gabriel Hauche
Gabriel Agustín Hauche (Remedios de Escalada, Provincia de Buenos Aires, Argentina, 27 de noviembre de 1986) es un futbolista argentino que juega como extremo derecho y actualmente está en Temperley de la Primera Nacional de Argentina.
Comenzó jugando en el Club El Fogón antes de unirse profesionalmente a Temperley en 2004, equipo donde comenzaría a destacarse. Llegaría a la Primera División en el año 2006 en Argentinos Juniors, consiguiendo consolidarse como el máximo goleador del Estadio Diego Armando Maradona desde su reinauguración en 2004. 
En 2010 llega a Racing Club, destacándose por sus brillantes actuaciones en los Clásicos de Avellaneda, siendo partícipe y autor de numerosos goles a Independiente durante este tiempo. En 2014, tras un préstamo por el fútbol de Italia, se consagra campeón por primera vez en su carrera con Racing.
En años posteriores pasaría por Xolos de Tijuana y Deportivo Toluca, clubes del fútbol mexicano. En 2019, tras un breve paso por Millonarios de Colombia, regresa a Argentinos Juniors. Por discrepancias con el técnico, en 2021 pasa por Aldosivi antes de regresar a Racing Club, donde se consagró campeón del Trofeo de Campeones y la Supercopa Internacional. Además de ser futbolista, es profesor de educación física.
Fue internacional con la selección de fútbol de Argentina en donde jugó 5 partidos amistosos, y marcó 3 goles.

## Trayectoria

### Inicios
En sus inicios jugó en el Club El Fogón, de José Mármol, y luego en Almafuerte, de Temperley.

### Temperley
Surgió de las divisiones inferiores de Club Atlético Temperley. Debutó en ese club el 17 de octubre de 2004, en un partido frente al Deportivo Armenio, por la Primera B Metropolitana, y bajo la dirección técnica de Mario Finarolli. En Temperley jugó 54 partidos y convirtió 9 goles.

### Argentinos Juniors
En 2006, pasó a Argentinos Juniors. El 11 de agosto debutó en la Primera División de Argentina contra Nueva Chicago, en una victoria 3-2. Poco tiempo después, el 16 de septiembre de 2006, marcaría su primer gol en primera, contra Lanús, en una derrota 3-1 como local. En su primera temporada terminaría jugando 34 partidos y marcando 8 goles. 
En la temporada siguiente, su equipo participó también de la Copa Sudamericana, en donde cayó en semifinales frente a Estudiantes de La Plata. 
Es el máximo goleador en el Estadio Diego Armando Maradona desde su reinauguración oficial en 2004. 
En el Apertura 2009 tendría su mejor racha goleadora con el Bicho, marcando 10 goles en 19 partidos (2 "Hat-trick").

### Racing Club

#### Temporada 2009-10
En enero de 2010 fue transferido a Racing. Su primer gol lo convirtió contra Arsenal en la fecha 3 (derrota 4 a 2) del Torneo Clausura. En dicho campeonato, también lograría anotarle goles a San Lorenzo y Boca Juniors en las fechas 5 y 8 respectivamente.

#### Temporada 2010-11
Para el Apertura 2010, Hauche convirtió 6 goles. El primero fue ante Lanús en la séptima jornada, en la victoria por 4 a 0. Dos fechas más tarde vuelve a convertir contra Huracán en la goleada 3 a 0. En la fecha 14, anota uno de los dos goles en la victoria por 2 a 0 ante Newell's Old Boys. A partir de aquí, tendría una racha anotadora; un partido más tarde, anota ante Quilmes en el sellar el empate 1 a 1 contra el "Cervecero". En la fecha 16, convierte un gol contra Banfield para abrir el marcador (resultado final: 2 a 1). Contra Gimnasia La Plata, anota uno de los goles más recordados que tuvo en la Academia, tras despistar a toda la defensa rival, y definir de taco con un caño incluido al arquero.   
En este equipo fue el jugador con mayor cantidad de goles anotados durante 2010.   
Para el Clausura 2011, Hauche anota su primer gol ante All Boys en la primera fecha del torneo. Cuatro jornadas más adelante, volvería al gol frente a Colón en la victoria 4 a 0. En la fecha 10, convierte su primer gol en un clásico de Avellaneda, en la victoria por 2 a 0 ante Independiente. Su último gol en este csmpeonato fue en la derrota 2 a 1 contra Vélez.   

#### Temporada 2011-12
En el Apertura 2011, convierte su segundo gol a Independiente en la fecha 10; el partido finalizó 1 a 1. En la jornada 12 anota un gol contra Lanús en otro empate 1 a 1.   
En un amistoso de verano, vuelve a convertirle un gol a Independiente.    
En el Clausura 2012, solamente convierte ante Olimpo de Bahía Blanca en la victoria 3 a 0. Por el partido de ida de la segunda fase de la Copa Sudamericana 2012, anotó el 1 a 1 parcial en la derrota de La Academia frente a Colón.  

#### Temporada 2012-13
Para la temporada 2012-13, Hauche convirtió solamente 2 goles en el Torneo Iniclal. El primero fue ante Lanús (empate 1 a 1) y el segundo ante Boca (derrota 3 a 1).

#### Préstamo a Chievo Verona y temporada 2013-14
El 30 de enero de 2013, el Chievo Verona de la Serie A italiana fichó al jugador a préstamo por 110.000 €, con una opción de compra. La estadía fue de tan sólo seis meses, ya que una vez terminada la temporada el club decidió no hacer uso de dicha opción de compra. No llegó a completar 90 minutos con el club italiano.
Cuando regresa a Racing Club convierte un gol ante Rosario Central en un empate 1 a 1 por la penúltima fecha del Torneo Inicial 2013. En la segunda parte del campeonato, convierte un gol en la goleada 3 a 0 ante Colón. A lo largo del Torneo Final, convirtió otros dos goles contra Belgrano y River Plate.

#### Temporada 2014
A lo largo del Campeonato de Primera División 2014  marcó 5 goles en 10 partidos y logró el ganar el campeonato local con Racing. Hauche convirtió ante Defensa y Justicia (dos veces), Estudiantes de La Plata, Olimpo de Bahía Blanca y Gimnasia  La Plata. Como dato de color, su equipo nunca perdió cuando él convirtió (3 victorias y 1 empate). Contra Rosario Central asistió a Diego Milito en el 3 a 0 definitivo. En la fecha 19 entró desde el banco en reemplazo de Gustavo Bou y marcó un gol que fue anulado. Sin embargo, Racing se impuso 1-0 ante Godoy Cruz y se consagró campeón. 

### Club Tijuana
El 23 de diciembre de 2014 se confirmó su venta al Club Tijuana de México, donde disputó 62 partidos con 14 goles convertidos.

### Millonarios
El 9 de julio de 2018 fue confirmado como refuerzo de Millonarios FC de la Categoría Primera A de Colombia, donde fue dirigido nuevamente por Miguel Ángel Russo. El 2 de enero de 2019 llega a un acuerdo con la directiva para terminar el contrato tras una temporada intrascendente del delantero argentino.

### Argentinos Juniors
En 2019 se confirma su retorno a la Asociación Atlética Argentinos Juniors, llegando en condición de libre tras rescindir su contrato con Millonarios FC.
Con su regreso al club de la Paternal, pudo alcanzar 150 partidos oficiales en el enfrentamiento ante Boca Juniors por la Copa de la Superliga, que se jugó el 19 de mayo de 2019. En la Superliga Argentina 2019/20 logró ser goleador del equipo con un total de siete goles

### Aldosivi
El 28 de septiembre de 2021, con la llegada de Martín Palermo al "tiburón", Gabriel Hauche firmó contrato con Aldosivi. En su corta estadía en el club marplatense, convertiría 5 goles, uno de ellos a su ex club Argentinos Juniors, en la victoria del tiburón por 3 a 2. Sin embargo, el 12 de diciembre de 2021 firma contrato con Racing para volver a jugar en La Academia.

### Regreso a Racing Club

#### Temporada 2022

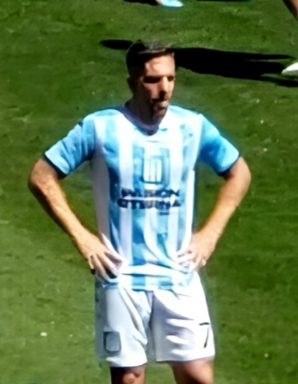
Gabriel Hauche jugando para Racing Club en 2022

En diciembre de 2021, tras pasar 3 meses vistiendo la camiseta de Aldosivi, Gabriel firma con Racing: el club lo hizo oficial con un video donde Hauche hablaba de las ganas que tenía de volver.
Su primer partido sería contra Gimnasia La Plata en la primera jornada de la Copa de la Liga Profesional 2022. En la segunda fecha, ante Defensa y Justicia anotaría su primer gol en su regreso a Racing.  
En la tercera jornada jugaría un partido especial ante su ex-club Argentinos Juniors y se volvería a encontrar con el director técnico Gabriel Milito, quien no lo había tenido en cuenta allí. Daría una gran asistencia de taco a su compañero Enzo Copetti. 
En la cuarta fecha volvería a ser importante: después de ir perdiendo por 2 goles contra River en el Estadio Monumental tendría la oportunidad de tirar un centro preciso para que Enzo Copetti pueda cabecear y descontar. En la quinta fecha Hauche marca el gol del triunfo ante Talleres de Córdoba.
En la fecha 7 en un clásico de Avellaneda frente a Independiente, el Demonio marcaría un gol en la victoria 2-1 de Racing en el estadio Libertadores de América. 
Luego de recuperarse de una lesión que lo dejaría marginado de las canchas por varios meses, Hauche vuelve a jugar con el conjunto académico ante Aldosivi por la quinta fecha de la Liga Profesional. En el clásico de Avellaneda contra Independiente por la fecha 7, anotaría un increíble gol de chilena, demostrando ser un especialista en hacerle goles al "rojo" en clásicos.  
En la decimonovena fecha, el 13 de septiembre, volvería a convertir un gol frente a Patronato para poner a su equipo 1-0 en el marcador.
En el desempate del Trofeo de Campeones convierte en el alargue el gol del triunfo en el 3-2 ante Tigre, dándole la oportunidad a su equipo de estar nuevamente en una final. El 6 de noviembre se consagra campeón por segunda vez en su carrera tras ser partícipe de la final frente a Boca Juniors en la que Racing ganó por 2 - 1.

#### Temporada 2023
El 20 de enero del 2023, juega la Supercopa Internacional en Abu Dhabi, contra Boca Juniors, ganándoles nuevamente por 2 - 1 y consagrándose campeón por tercera vez con el club albiceleste.
El 12 de febrero, convierte su primer gol del año ante Club Atlético Tigre en el empate 2 a 2 de la fecha 3 en la liga. Seis fechas más tarde, contra Huracán, realiza un increíble gol de taco para sellar la victoria de la Academia por 2 a 1.
El 3 de junio, ante Banfield por la fecha 19, marcaría uno de los dos goles para Racing, cortando con la sequía de triunfos. Nuevamente ante Vélez Sarsfield, en un partido reanudado correspondiente a la fecha 17, abre el marcador para la Academia. 
Convierte su primer gol en la Copa Libertadores ante Ñublense ese mismo mes, en la goleada por 4 a 0 en la última fecha de la fase de grupos. El 2 de julio convierte otro gol más en la goleada 4 a 0 ante Colón. Tres días más tarde, abriría el marcador para la Academia en un partido contra San Lorenzo de Almagro en el empate 1 a 1 de la fecha 23. El 1 de noviembre convirtió el gol más rápido de la temporada para Racing en el empate 2 a 2 ante Defensa y Justicia. Su último gol este año fue el 27 de noviembre, en su cumpleaños, en la goleada 4 a 1 ante Belgrano de Córdoba.
El 26 de diciembre, Hauche anunció en su cuenta de Instagram que había tomado la decisión de no renovar con Racing.

### La Calera
En enero de 2024, se anunció su incorporación a la Unión La Calera de la Primera División de Chile..

## Selección nacional
Fue convocado a la Selección Argentina por primera vez en septiembre de 2009, cuando el director técnico era la leyenda Diego Armando Maradona. En el 2011 fue convocado nuevamente por Sergio Batista para jugar con la selección local. En total disputó 5 partidos amistosos, y convirtió tres goles. El 25 de mayo de ese año logró obtener la Copa Chaco.
| N.º | Fecha                    | Estadio                                  | Local     | Resultado | Visitante  | Goles | Competición |
| --- | ------------------------ | ---------------------------------------- | --------- | --------- | ---------- | ----- | ----------- |
| 1   | 30 de septiembre de 2009 | Mario Alberto Kempes, Córdoba, Argentina | Argentina | 2-0       | Ghana      |       | Amistoso    |
| 2   | 26 de enero de 2010      | Monumental, Buenos Aires, Argentina      | Argentina | 3-2       | Costa Rica |       | Amistoso    |
| 3   | 10 de febrero de 2010    | Monumental, Buenos Aires, Argentina      | Argentina | 2-1       | Jamaica    |       | Amistoso    |
| 4   | 20 de abril de 2011      | Monumental, Buenos Aires, Argentina      | Argentina | 2-2       | Ecuador    |       | Amistoso    |
| 5   | 25 de mayo de 2011       | Monumental, Buenos Aires, Argentina      | Argentina | 4-2       | Paraguay   |       | Amistoso    |

## Estadísticas
- Actualizado el 3 de diciembre de 2023, a través de la aportación de datos de BDFA (Base de Datos del Fútbol Argentino)[19]

| Club                         | Div.                | Temporada           | Liga  | Liga  | Liga   | Copas Nacionales | Copas Nacionales | Copas Nacionales | Copas Internacionales | Copas Internacionales | Copas Internacionales | Total | Total | Total  | Media goleadora |
| Club                         | Div.                | Temporada           | Part. | Goles | Asist. | Part.            | Goles            | Asist.           | Part.                 | Goles                 | Asist.                | Part. | Goles | Asist. | Media goleadora |
| ---------------------------- | ------------------- | ------------------- | ----- | ----- | ------ | ---------------- | ---------------- | ---------------- | --------------------- | --------------------- | --------------------- | ----- | ----- | ------ | --------------- |
| CA Temperley Argentina       | 3°                  | 2004-05             | 27    | 1     | 0      | —                | —                | —                | —                     | —                     | —                     | 27    | 1     | 0      | 0.04            |
| CA Temperley Argentina       | 3°                  | 2005-06             | 27    | 8     | 0      | —                | —                | —                | —                     | —                     | —                     | 27    | 8     | 0      | 0.3             |
| CA Temperley Argentina       | Total               | Total               | 54    | 9     | 0      | —                | —                | —                | —                     | —                     | —                     | 54    | 9     | 0      | 0.17            |
| Argentinos Juniors Argentina | 1°                  | 2006-07             | 36    | 4     | 1      | —                | —                | —                | —                     | —                     | —                     | 36    | 4     | 1      | 0.11            |
| Argentinos Juniors Argentina | 1°                  | 2007-08             | 34    | 10    | 8      | —                | —                | —                | —                     | —                     | —                     | 34    | 10    | 8      | 0.29            |
| Argentinos Juniors Argentina | 1°                  | 2008-09             | 35    | 7     | 7      | —                | —                | —                | 8                     | 2                     | 1                     | 43    | 9     | 8      | 0.21            |
| Argentinos Juniors Argentina | 1°                  | 2009                | 19    | 10    | 4      | —                | —                | —                | —                     | —                     | —                     | 19    | 10    | 4      | 0.53            |
| Argentinos Juniors Argentina | 1°                  | 2019                | 10    | 2     | 0      | 9                | 3                | 1                | 4                     | 0                     | 0                     | 23    | 5     | 1      | 0.22            |
| Argentinos Juniors Argentina | 1°                  | 2019-20             | 22    | 7     | 2      | 4                | 2                | 1                | 2                     | 1                     | 0                     | 28    | 9     | 3      | 0.32            |
| Argentinos Juniors Argentina | 1°                  | 2020                | —     | —     | —      | 11               | 1                | 2                | —                     | —                     | —                     | 11    | 1     | 2      | 0,09            |
| Argentinos Juniors Argentina | 1°                  | 2021                | 20    | 2     | 0      | 9                | 1                | 0                | 7                     | 2                     | 0                     | 34    | 5     | 0      | 0.15            |
| Argentinos Juniors Argentina | Total               | Total               | 176   | 42    | 22     | 33               | 7                | 4                | 21                    | 2                     | 1                     | 228   | 53    | 27     | 0.23            |
| Racing Club Argentina        | 1°                  | 2010                | 18    | 3     | 1      | —                | —                | —                | —                     | —                     | —                     | 18    | 3     | 1      | 0.17            |
| Racing Club Argentina        | 1°                  | 2010-11             | 36    | 10    | 7      | —                | —                | —                | —                     | —                     | —                     | 36    | 10    | 7      | 0.28            |
| Racing Club Argentina        | 1°                  | 2011-12             | 32    | 3     | 5      | 5                | 0                | 0                | —                     | —                     | —                     | 37    | 3     | 5      | 0.08            |
| Racing Club Argentina        | 1°                  | 2012                | 14    | 2     | 1      | —                | —                | —                | 2                     | 1                     | 0                     | 16    | 3     | 1      | 0.19            |
| Racing Club Argentina        | 1°                  | 2013-14             | 34    | 4     | 2      | 1                | 0                | 0                | 1                     | 0                     | 0                     | 36    | 4     | 2      | 0.11            |
| Racing Club Argentina        | 1°                  | 2014                | 14    | 5     | 3      | —                | —                | —                | —                     | —                     | —                     | 14    | 5     | 3      | 0.36            |
| Racing Club Argentina        | 1°                  | 2022                | 21    | 2     | 2      | 14               | 4                | 4                | 2                     | 0                     | 0                     | 37    | 6     | 6      | 0.16            |
| Racing Club Argentina        | 1°                  | 2023                | 25    | 6     | 3      | 17               | 2                | 1                | 9                     | 1                     | 1                     | 51    | 9     | 5      | 0.18            |
| Racing Club Argentina        | Total               | Total               | 191   | 35    | 24     | 37               | 6                | 5                | 14                    | 2                     | 1                     | 245   | 43    | 33     | 0.18            |
| AC ChievoVerona · Italia     | 1°                  | 2013                | 1     | 0     | 0      | —                | —                | —                | —                     | —                     | —                     | 1     | 0     | 0      | 0               |
| AC ChievoVerona · Italia     | Total               | Total               | 1     | 0     | 0      | —                | —                | —                | —                     | —                     | —                     | 1     | 0     | 0      | 0               |
| Club Tijuana · México        | 1°                  | 2015                | 17    | 5     | 3      | —                | —                | —                | —                     | —                     | —                     | 17    | 5     | 3      | 0.29            |
| Club Tijuana · México        | 1°                  | 2015-16             | 30    | 3     | 4      | 6                | 2                | 2                | —                     | —                     | —                     | 36    | 5     | 6      | 0.14            |
| Club Tijuana · México        | 1°                  | 2016                | 19    | 4     | 5      | 1                | 0                | 0                | —                     | —                     | —                     | 20    | 4     | 5      | 0.2             |
| Club Tijuana · México        | Total               | Total               | 66    | 12    | 12     | 7                | 2                | 2                | —                     | —                     | —                     | 73    | 14    | 14     | 0.19            |
| Deportivo Toluca · México    | 1°                  | 2017                | 20    | 4     | 2      | 3                | 0                | 0                | —                     | —                     | —                     | 23    | 4     | 2      | 0.19            |
| Deportivo Toluca · México    | 1°                  | 2017-18             | 14    | 3     | 1      | 6                | 0                | 0                | —                     | —                     | —                     | 20    | 3     | 1      | 0.15            |
| Deportivo Toluca · México    | Total               | Total               | 34    | 7     | 3      | 7                | 0                | 0                | —                     | —                     | —                     | 41    | 7     | 3      | 0.17            |
| Millonarios FC · Colombia    | 1°                  | 2018                | 17    | 2     | 0      | 6                | 0                | 0                | 4                     | 1                     | 0                     | 27    | 3     | 0      | 0.11            |
| Millonarios FC · Colombia    | Total               | Total               | 17    | 2     | 0      | 6                | 0                | 0                | 4                     | 1                     | 0                     | 27    | 3     | 0      | 0.11            |
| Aldosivi Argentina           | 1°                  | 2021                | 11    | 5     | 2      | —                | —                | —                | —                     | —                     | —                     | 11    | 5     | 2      | 0.45            |
| Aldosivi Argentina           | Total               | Total               | 11    | 5     | 2      | —                | —                | —                | —                     | —                     | —                     | 11    | 5     | 2      | 0.45            |
| Total en su carrera          | Total en su carrera | Total en su carrera | 549   | 112   | 63     | 88               | 14               | 11               | 39                    | 5                     | 2                     | 680   | 133   | 78     | 0.2             |

## Palmarés

### Campeonatos nacionales
| Título                  | Club        | País      | Año  |
| ----------------------- | ----------- | --------- | ---- |
| Primera División        | Racing Club | Argentina | 2014 |
| Trofeo de Campeones     | Racing Club | Argentina | 2022 |
| Supercopa Internacional | Racing Club | Argentina | 2022 |

#### Subcampeonatos
- Subcampeón del Torneo Apertura 2011 con Racing Club.
- Subcampeón de la Copa Argentina 2011-12 con Racing Club.
- Subcampeón del Campeonato de Primera División 2022 con Racing Club.

### Copas Internacionales Amistosas
| Equipo              | País      | Título     | Año  |
| ------------------- | --------- | ---------- | ---- |
| Selección Argentina | Argentina | Copa Chaco | 2011 |